# Aimee-Ffion Edwards
Aimee-Ffion Edwards é uma atriz de Newport, País de Gales. Ela é mais conhecida por interpretar Esme Shelby na série Peaky Blinders e a personagem “Sketch” em Skins.

## Carreira
Em 2006, antes de se juntar ao elenco de Skins, ela estava treinando para ser uma cantora clássica, o que fez com que ela aparecesse no Pop Idol e também no Wawffactor. Ela fala inglês e galês fluentemente.
Em 2002, ela apareceu em um curta-metragem chamado Dŵr Dwfn, e em 2008 fez a sua estreia teatral em SH*T-M*X no Trafalgar Studios em Londres.
Em 2009, ela apareceu no seriado Casualty, no episódio do dia dos namorados ("Stand By Me"), onde ela interpreta uma adolescente. No primeiro episódio de Casualty 1909, ela interpretou uma jovem garota chamada Deborah Lynch, que estava sendo abusada sexualmente pelo próprio pai. Ela apareceu também em Jerusalem, uma peça teatral de Jez Butterworth que acabou sendo interpretada no Royal Court Theatre.
Em 2010, ela apareceu em um episódio de Being Human, um seriado sobrenatural britânico, onde ela interpreta a porteira de um teatro, que é um fantasma.
Em 2011, ela apareceu em 2° temporada da série de drama da BBC Luther interpretando a personagem Jenny Jones, e fez sua estreia na Broadway reprisando seu papel em Jerusalém, no Music Box Theatre, em Nova York. Ela apareceu no revival de Londres de Jerusalém no final daquele ano, a ser seguido em 2012 pelo oficial de recrutamento no Donmar Warehouse.
Em 2012, ela apareceu em quatro séries parte Walking And Talking, um spin-off de um episódio da série da Sky One Natal de shorts Little Crackers da Sky Atlantic. Aimee faz Mary, amiga de Kath, interpretada por Ami Metcalf, nestas histórias escritas por Kathy Burke e com base em suas próprias adolescência. Em 2013, ela apareceu como Avonia Bunn em Trelawny do Wells no Donmar Warehouse. Em 2014, ela apareceu como Katy em "O Harrowing", o sexto episódio da primeira série de Inside No. 9 ", escrito por Steve Pemberton e Reece Shearsmith.
Ela foi a dubladora em inglês para a personagem Ranni, do jogo eletrônico Elden Ring, lançado em 2022.

## Filmografia
| Filmes    | Filmes                           | Filmes          | Filmes         |
| Ano       | Título                           | Papel           | Notas          |
| --------- | -------------------------------- | --------------- | -------------- |
| 2002      | Dŵr Dwfn                         |                 | Curta metragem |
| 2012      | One Day Some Years Ago           | Lisa            | Curta-metragem |
| 2013      | Epithet                          | Rebecca         | curta-metragem |
| 2014      | Under Milk Wood                  | Laugharne Voice | Filme          |
| 2014      | A Poet in New York               | Marianne        | Filme          |
| 2014      | Steak Knife                      | Julia           | Curta-metragem |
| 2014      | Flack                            | Melody          | Filme          |
| Televisão |                                  |                 |                |
| Ano       | Título                           | Papel           | Notas          |
| 2008      | Skins                            | sketch          | 2° temporada   |
| 2009      | Casualty                         | nina            | 1 episódio     |
| 2009      | Casualty 1909                    | Deborah Lynch   | 1 episódio     |
| 2009      | Being Human (telessérie de 2008) | Robin           | 1 episódio     |
| 2010      | Law & Order                      | Kim Baker       | 1 episódio     |
| 2010      | Little Crackers                  | Marry           | 1 episódio     |
| 2011      | Luther                           | Jenny Jones     | 4 episódios    |
| 2012      | Walking And Talking              | Mary            | 1º temporada   |
| 2013      | Peaky Blinders                   | Esme            | 3 episódios    |
| 2014      | Inside No. 9                     | Katy            | 1 episódio     |
| 2014      | Detectorist                      | Sophie          | 1º temporada   |